# إدوارد آدمسون
كان إدوارد آدمسون (31 مايو 1911- 3 فبراير 1996) فنانًا بريطانيًا، «أبو العلاج بالفن في بريطانيا» ومؤسس مجموعة آدمسون.

## سنيه الأولى: سيل، تنبريدج ويلز، فليت ستريت، الحرب العالمية الثانية (1911- 1945)
وُلد إدوارد آدمسون في 1911 في سيل، قرب مانشستر، في تشيشير. كان له أخوان. انتقلت عائلته لاحقًا إلى تنبريدج ويلز في كينت. كانوا موسرين، وناجحين في التصنيع. منح ذلك آدمسون بعض الاستقلال المادي ليحصّل كل ما حصّله في حياته. تلقى شهادة في الفنون الجميلة من مدرسة بروملي للفن في لندن (وهي الآن جزء من كلية ريفنسبورن).
بعد ذلك، تدرّب وتأهل ليصير طبيب أقدام، نزولًا عند رغبة والديه الذين أراداه أن يحوز «مهنة لائقة» بسبب قلقهم على معيشته بصفته فنانًا. لم يعاين على الأرجح إلا بضعة مرضى، رغم أن لوحته النحاسية موجودة في أرشيف إدوارد آدمسون في مكتبة ويلكم: «إي. جيه. آدمسون. إم. بي. أيه. ش. طبيب أقدام» (هدية من والديه، لكنها لم تُعلق أبدًا).
عاد آدمسون بعدئذ إلى مسيرته الفنية، وعمل فنانًا جرافيكيًا في وكالة إعلانية في فليت ستريت لبقية العقد الثالث من القرن العشرين، بينما كان ينجز لوحاته ورسوماته الخاصة التي عرضها في كل من لندن وباريس. في إبان الحرب العالمية الثانية، كان معارضًا للخدمة العسكرية، وخدم بصفة مسعف نظامي في الفيلق الطبي في الجيش الملكي، وكان الجيش سعيدًا بوجوده بصفة طبيب أقدام مؤهل. صار مهتمًا بمساعدة مرضى المشفى طويلي الإقامة على قضاء الوقت.

## نيذيرن وهوليوود رود

### الفن والبحث في نيذيرن (1946- 1951)
بعد الحرب، تطوع للعمل مع أدريان هيل، وهو فنان صاغ مصطلح «العلاج بالفن» في 1942 عندما كان مريضًا في مصحة للتدرّن، وكان يعلّم زملاءه المرضى، ولاحقًا الجنود الذين أُدخلوا المشفى، الرسم والتلوين. عندما التقاه آدمسون، كان هيل يعمل مع مكتبة صور الصليب الأحمر لإعارة وإلقاء المحاضرات حول نسخ من لوحات للمرضى في المستشفيات البريطانية لتعزيز شفائهم. كان آدمسون في المجموعة التي جلبت هذا البرنامج أول مرة إلى مستشفى نفسي للمرضى طويلي الإقامة، وإلى مستشفى نيذيرن في سوري في 1946.
في زياراته الأولى إلى نيذيرن، أُعطي آدمسون عدة لوحات رسمها رجل في جناح مغلق –جيه جيه بيغان- بالمواد الوحيدة المتوفرة لديه: الفحم من أعواد الثقاب المحترقة وورق الحمام. كانت هذه الأغراض أول ما جمعه آدمسون، وبداية مجموعة آدمسون.
أُعجب المشرف الطبي، الطبيب النفسي إريك كنينغهام داكس (1908- 2008) بانسجام آدمسون في محاضراته مع الناس الذي أُجبروا على العيش في نيذيرن. طلب داكس منه إنشاء استوديو فني بحثي جديد في نيذيرن، لتقصي دور الفن في تشخيص وعلاج الاضطرابات النفسية، وهو مشروع ربما يكون في وقته. كان هذا المشروع تتمة ما بعد الحرب للبحث الذي أُجري في الثلاثينيات في مستشفى مودسلي عن الفن والذهان (والمسكالين) على يد الأطباء النفسيين إريك غوتمان (1896- 1948)، وولتر ماكلاي (1902- 1964)، وفرانسيس رايتمان (1905- 1955)، وكان الأخير رئيس قسم الأبحاث السريرية في نيذيرن منذ 1945.

كان آدمسون يدير جلسات الفن البحثي بمفرده منذ 1946- 1950، ووفقًا لروبرتسون، رسم 689 شخصًا مع آدمسون في هذه الفترة. لم يذكر روبرتسون عدد الأعمال التي أُنشئت في هذه الفترة، ولم يُقل إلا:
«أظهر عدد اللوحات للفرد الواحد تباينًا مفرطًا. بدا أنه يمكن تحقيق المقارنة الأكثر قياسيةً عبر قصر الانتباه على الرسومات العشرة الأولى للمرضى البالغ عددهم 215 الذين رسموا على الأقل هذا العدد».
قد يكون من العقلاني استنتاج أن 3000 لوحة رُسمت على الأقل. في بداية 2013، وُجد عدد من الخزفيات الصغيرة المكتوب على قاعدتها «1948» في المخازن. لم يكُن معروفًا أن آدمسون كان يحث الناس على العمل بالصلصال آنذاك.
رسم الناس في «ظروف تجريبية ومتناتجة»: حظي كل منهم بحوامل متطابقة، مع نفس المواد المتاحة، وحتى نفس قياس الورقة (22 × 18 بوصة، 55 × 45 بوصة). كان من المقرر ألا يقدم آدمسون إلا الحد الأدنى من النصائح التقنية. في البدء، عمل آدمسون داخل المستشفى في غرفة اللجان مع ما يصل إلى أربعين مريضًا دفعة واحدة، مُجريًا في البداية جلستين، ولاحقًا، أربعة في الأسبوع. من الأماكن الأولى الأخرى غرفة الحمام، وقد اختارها طاقم التمريض بسبب سهولة تنظيفها بعد الجلسات. بحلول عام 1948، عندما صار آدمسون موظفًا بدوام كامل، بُني استوديو في أراضي المستشفى لأجل استخدامه الخاص. كان هذا البناء كوخًا عسكريًا جرى تحويله، بقياس 48 قدمًا (15 مترًا) × 16 قدمًا (5 أمتار)، ويتسع لعشرين شخصًا «مرتاحين». منذ عام 1948، كان آدمسون يقابل، لساعتين كل صباح، مجموعة من النساء في أحد أجنحة المشفى الرئيس، معظمهن مشخص بالفصام، ويعشن كلهن في نيذيرن منذ سنوات عديدة.
في 1950، ألقى داكس محاضرات وعرض لوحات من جلسات نيذيرن الأولى (إلى جانب أعمال من 45 مجموعة، بما فيها ما مصدره خمسة مستشفيات عقلية بريطانية أخرى) في «المعرض الدولي للفنون السيكوباتية» الذي أُقيم في مشفى سانت آن في باريس في خلال المؤتمر العالمي الأول للطب النفسي. وصف داكس عرض سانت آن بأنه «على الأرجح ثاني أهم العروض في تاريخ الفن النفسي، والأول هو مجموعة صور برينزورن من هايدلبيرغ ومنشوره في عام 1922 «مجموعة برينزورن» (كان داكس يشير إلى كتاب برينزورن المؤثر جدًا: «فن المرضى النفسيين: مساهمة في علم النفس وعلم النفس المرضي للتكوين»). كتب أحد النقاد «لقد أُثبتت أوجه التشابه بين أعمال المرضى وفن رسامي القرن العشرين -التعبيريين والسرياليين وبعض رسامي التجريد الخالصين- بلا شك».